# 대니얼 매그더
대니얼 매그더(Daniel Magder, 1989년 12월 12일 ~ )는 캐나다의 배우이다.